# Wyspa Bremen
Wyspa Bremen (niem. Bremeninsel) – antarktyczna wyspa o powierzchni 1 km² (95% pokryta lodem), będąca częścią grupy Wysp Melchiora w Archipelagu Palmera, na Oceanie Południowym, przy zachodnim wybrzeżu Półwyspu Antarktycznego. Wyspa została odkryta w lutym 2003 r., kiedy to niemiecki statek badawczy "MS Bremen" odkrył, że nie jest to część wyspy Omega, lecz osobna wyspa, oddzielona kilometrowym kanałem, pokrytym lodem.
Na starszych mapach Wyspa Bremen figuruje jako część Wyspy Omega.